# آتنیاشکینو
آتنیاشکینو (انگلیسی: Atnyashkino) یک شهرک در شهرستان کاراایدلسکی استان باشقیرستان کشور روسیه است.